# Frank Quintero
Juan Francisco Quintero Mendoza, (Caracas; 27 de noviembre de 1952), más conocido como Frank Quintero, es un cantautor, productor musical y músico venezolano. Conformó a finales de la década de los 1970, junto a Franco de Vita, Yordano e Ilan Chester, una generación de cantantes venezolanos que alcanzaron gran popularidad y renombre a nivel nacional e internacional. 
A lo largo de su trayectoria artística ha interpretado y compuesto más de 160 canciones y grabado 18 álbumes de estudio, siendo “Química”, “La Dama de la Ciudad”, “Apóyate en mí”, “Canción para ti”, "Escalera de tu mente" y "Feeling" sus canciones más emblemáticas.
Este músico que reside actualmente en Miami, ha sido nominado para los premios Grammy y en cuatro décadas de trabajo se ha hecho acreedor de 10 discos de Oro y 7 de platino. Después de un largo receso publicó en 2011 el disco “Guerreros de luz” con el cual reunió a músicos y cantantes de diferentes países para interpretar 16 temas inéditos que definen su peculiar y característico estilo. En el 2015 vuelve a grabar y edita su nuevo trabajo discográfico titulado “Natural”, donde lo acompañan varios cantantes venezolanos, entre ellos María Teresa Chacín, en el tema "Nube de agua", grabado en homenaje al maestro Simón Díaz.

## Biografía

### Formación
Fue bautizado como Juan Francisco Quintero Mendoza por sus padres, el contrabajista José Quintero y Carmen Mendoza, ambos venezolanos. Tiene siete hermanos, de los cuales dos también se dedicaron a la música: Marycruz, quien es cantante; y Leonardo (Leo) Quintero, quien es guitarrista y compositor. 
Inicia su vida musical a muy temprana edad, sin la aprobación de su padre, aunque este se convirtió en la influencia más cercana y determinante para su formación, al igual que el ambiente musical que siempre hubo en su hogar. A pesar de la negativa de su padre, este le regaló su primer instrumento musical al cumplir los diez años de edad: una batería profesional. Según relataría años más tarde el intérprete, entre los siete y los ocho años su padre le enseñó la ejecución del ritmo del bossa nova, por haber visto a su hijo intentando tocar percusión con objetos domésticos o que emitieran sonidos que simularan tambores. Dos años después, le regalaría la batería, que perteneció hasta entonces a un músico de un programa musical de la época.

### Primera etapa creativa
En 1964, con solo doce años de edad y al tiempo que cursaba la educación secundaria en el Liceo Militar "Gran Mariscal de Ayacucho", formó el grupo musical Licmilaya. El nombre del mismo lo obtuvo combinando las tres primeras letras del nombre del instituto. Esta fue una banda de rock and roll, formada con algunos de sus compañeros de clase, creada con la finalidad de animar fiestas y pequeñas reuniones. En ella se desempeñó como baterista.
En 1966, próximo a cumplir los catorce años, su padre lo inscribió en la Escuela de música José Ángel Lamas, en Caracas, donde realizó estudios formales de teoría, solfeo y armonía con profesores como el director de bandas Pedro Antonio Ramos y el maestro Vicente Emilio Sojo. Un año después (1967), participó como baterista en la banda de rock Loving Kind, conformada junto con su hermano Leonardo "Leo" Quintero y el desaparecido músico Jesús Quintero. Esta agrupación, después de Licmilaya, se convirtió en su segunda experiencia grupal dentro de la música.
Al llegar el año 1968, luego de algunos cambios en la formación de Loving Kind, Frank Quintero inicia con su hermano Leo, y luego junto a Ivan Velásquez, el grupo La Fe Perdida, proyecto musical con el cual se daría a conocer. Con ella comenzó su actividad de vocalista y compositor, sin dejar de interpretar la batería. Al principio, el grupo centró su trabajo en hacer versiones de bandas de rock, tanto inglesas como estadounidenses. Sin embargo, posteriormente, comenzó a componer, de manera tal que el grupo se inició en la interpretación de material propio. La agrupación permaneció trabajando desde el año 1968 hasta 1971, tiempo en el cual llegaron a grabar cuatro discos de 45 RPM, para la disquera venezolana Hermanos Antor con dos temas cada uno: «Una sombra en tu puerta», «Escaleras de tu mente», « Feeling» y «Sombras en mi habitación».
A comienzos de 1972, el grupo La Fe Perdida se disuelve y a finales de ese año Quintero entra formar parte del coro del grupo de La Onda Nueva de Aldemaro Romero. La actividad desarrollada en esta agrupación duró poco más de un año (hasta 1973), tiempo en el cual la agrupación realizó una gira por Europa, recorriendo Suiza, Francia, Suecia, España y Grecia.
Una vez separado de La Onda Nueva, en el año 1973, Frank Quintero incursiona en el campo de la producción musical, realizando arreglos, componiendo y, en líneas generales, produciendo grabaciones para artistas como Diana Fontalvo, Los vecinos de la cuadra y Los chicos malos, todos para el sello discográfico CBS. Dentro de estas labores retoma la composición y crea el tema «Apóyate en mi», iniciando paralelamente la grabación de música para pautas publicitarias.

### Frank Quintero y los Balzehaguaos
En 1974, a raíz del trabajo desarrollado en el campo de la producción de música para publicidad y grabaciones como cantante, y en unión de otros músicos, formó una banda que en un primer momento se llamó Frank Quintero y su grupo, y que unos meses más tarde se dio a conocer como Frank Quintero y los Balzehaguaos, contratada por la filial venezolana de CBS Columbia. El trabajo musical de esta agrupación amalgamaba una gran variedad de estilos que iban desde la música impresionista hasta la psicodelia, pasando por el rock, el jazz, la balada y la música latina, aunado esto a la continua experimentación con nuevos sonidos e instrumentos; con la producción de canciones puramente instrumentales cuya duración sobrepasaba los 7 minutos. Entre los músicos que participaron en esta banda destacan: Willie Croes, Piano y Sintetizadores; José Velásquez “El Patuo” y Lorenzo Barriendos, Bajo; y Carlos “Nene” Quintero en la percusión.
En esta etapa Frank Quintero produce tres discos con la mayoría de las canciones de su autoría. El primero de ellos titulado “Después de la Tormenta” 1976 contiene tres de los temas más representativos del músico: «La dama de la ciudad», «Apóyate en mí» y «Escaleras de tu mente ». El segundo de los trabajos se denominó: “Travesía” 1977 y entre las canciones más destacadas del álbum se encuentran: «Feeling», «Todo pasará» y «Tiempo». El último LP con esta agrupación fue: “Hechizo” 1978 donde los temas más conocidos fueron: «Cosas que a veces sentimos» y «Hechizo ». Para este momento, los hermanos Quintero tienen tomada la decisión de viajar al exterior para estudiar música en el Berklee College of Music de Boston, Massachusetts, Estados Unidos, abandonan el país y producen sus tres siguientes trabajos en el exterior.

### Carrera como Solista en Boston
A partir del año 1979, mientras estudiaba en Boston, Frank Quintero inició su carrera como cantante solista y compositor, mientras desarrollaba en paralelo su trabajo de ejecutante; hecho que desembocó en la realización de su primer LP en esta nueva etapa De noche y con poca luz (1980), cuyo tema promocional, «Canción para ti», resultó todo un éxito, permitiéndole entrar en el gusto de las masas y consolidando su carrera.
En agosto de 1980, Quintero se presentó en el Poliedro de Caracas junto a su banda, convirtiéndose en el primer cantante venezolano de música pop que se presenta solo en ese escenario y lograra llenarlo. De igual manera, en ese mismo año, Zildjian Cymbals, firma dedicada a la fabricación de platillos para instrumentos de percusión, lo contrató como imagen de sus productos, actividad que desempeñó con dicha firma hasta el año 1992.
Durante la serie de conciertos del Festival Musical de Berklee, del año 1981, denominada Berklee Concert Series Award 1981, la agrupación de Quintero ganó el primer premio como mejor Banda y el intérprete obtuvo el premio Buddy Rich como mejor baterista. De igual manera, se presentó en diversas ciudades de los Estados Unidos como Atlanta y Nueva Jersey. También, en ese mismo año, Frank Quintero se presentó en el programa 300 Millones de Televisión Española (TVE), el cual se transmitía a toda Iberoamérica, e igualmente logró formar su productora independiente denominada Señora Luna, por el nombre de una de sus composiciones.
Durante este período, realizó un trabajo constante como solista y grabó su segundo disco estando en Boston: Pájaros y estrellas (1981), con la compañía CBS Columbia. Esta última producción solo incluía un tema instrumental, poseía menos influencia del género jazz, y contaba con una mayor tendencia hacia los temas vocalizados y al pop. De este álbum las canciones más destacadas fueron: Soñador, Rescátame y el tema que le da el nombre al disco.
En Berklee College of Music, compartió e hizo amistad con otros músicos egresados de la prestigiosa institución. Entre ellos: Juan Luis Guerra, Branford Marsalis, Mike Stern, entre otros.  
En 1982, obtiene en Berklee los títulos de músico ejecutante en batería y de productor, dentro de la mención músico profesional. Ese año regresa a su país con la intención de continuar ampliando su vida profesional, mientras de manera esporádica continuó viajando a Los Ángeles y Nueva York con la misma finalidad.
En 1984 salió al mercado el disco A través de mis ojos, que fue su último trabajo para la filial CBS y donde alterna músicos venezolanos reconocidos y aquellos que los acompañaron en su estadía en Boston. Los temas que se extrajeron de este álbum para ser difundidos en las emisoras de radio lo llevaron a realizar su tercera gira por Venezuela, entre los que destacaron: La chica de los 80, Brasilera y Super Hombre cuyo estilo más asociado al Pop que al Rock logró captar el gusto mayoritario del público de la época.

### Etapa con Sonorodven
En 1985, fue contratado por la empresa disquera radicada en Venezuela y hoy desaparecida, Sonorodven, emprendiendo entonces un viaje a los Estados Unidos para grabar su séptimo larga duración, el cual llevaría por nombre La calle del atardecer. El alto índice de promoción que recibió este material por parte de la compañía disquera y el estilo musical que en este se manejó, lo convirtieron en un artista mediático importante, pues la mayor parte de los temas fueron radiados. Las ventas elevadas de esta grabación le hicieron merecedor de un disco de oro y un disco de platino. También le permitió realizar su cuarta gira nacional, dentro de la cual se presentó por primera vez en el Aula Magna de la Universidad Central de Venezuela, el 16 de diciembre de 1986.
Entre las canciones destacadas de este álbum están: “La calle del atardecer” y “Sin querer evitarlo” que fueron incluidos en la banda sonora de la película venezolana La Generación Halley y el tema “Química” quizás fue uno de los más radiados y conocidos de la época. También son dignas de mencionar las canciones “Miguel” y “Promesas” que son de carácter Pop.
En 1987 publica el álbum: “Hablando a tu sueño” el cual a pesar de no tener el impacto de ventas del anterior mantiene vigente al cantante con temas que fueron bastante conocidos como: “Locura sentimental” y “Baila conmigo” una balada al más puro estilo latino del cantante que recuerda su anterior éxito “Química”.
“Buscando soles” 1989 es el tercer y último trabajo para Sonorodven y se constituye en su noveno disco de estudio. La canción más representativa del disco fue “Mi no tiene con qué” que cuenta con la participación de Trina Medina como voz femenina y del grupo Madera en los coros y que constituye un tema de origen “negroide” con una instrumentación de raíces afro-latinas donde destaca la marimba ejecutada por Germán Landaeta y la percusión de Carlos “Nené” Quintero.
A partir de entonces, Quintero alternará las presentaciones con sesiones de grabación, a través de diversos discos realizados para el sello Sonorodven, destacando entre las giras, los conciertos realizados durante los meses de agosto y septiembre de 1989 en Venezuela junto a su colega Ilan Chester denominados "Amigos en concierto", a la par de reiniciar sus actividades como productor y compositor para otros artistas nacionales, ya que asumió diversos proyectos para artistas de diferentes sellos disqueros, labor en la que se mantuvo por espacio de tres años aproximadamente. 
En esta etapa algunos de sus trabajos fueron: Kiara (Rodven – 1987), Guillermo Carrasco (Rodven – 1988), Tokio (Rodven – 1989), 20/20 (SPI – 1988), Delia (EMI – 1988), Fernando y Juan Carlos (Sonográfica – 1987), Paul Gillman (Rodven – 1988) (trabajo realizado por Leo Quintero con la colaboración de Frank Quintero) y Sandino (Hecho a Mano Records – 1998).

### Años 90
En agosto de 1990, mientras realizaba de forma individual la gira promocional del disco Buscando soles, Quintero tomó la decisión de salir de su país y radicarse en Los Ángeles, Estados Unidos. Esta decisión fue motivada porque Quintero pensaba que para la mayoría de los artistas latinos populares, Estados Unidos constituía una base importante por residir allí las oficinas de las principales compañías discográficas transnacionales. Además, había recibido ofertas para crear música publicitaria y la posibilidad de componer canciones para otros artistas. Este hecho vino a representar una oportunidad significativa en su carrera musical, ya que su campo de trabajo se amplió, permitiéndole desarrollar una actividad constante como intérprete, compositor e instrumentista con la compañía Latin Music Expo. En este periodo, grabó como vocalista, en calidad de invitado especial, con Sheena Easton, Manoella Torres, John Warren y Willie Colón. También, conformó en la ciudad de Los Ángeles una agrupación integrada por músicos de dicha ciudad, presentándose semanalmente en el club Le Café, banda con la cual se dedicó a interpretar material propio, además, grabó un comercial junto al cantante mexicano Luis Miguel y acompañó, como invitado especial, a José Feliciano en la gira de 1991.
De regreso a Venezuela, en ese mismo año, (1992), alternó nuevamente con Ilan Chester en el Teatro Teresa Carreño y participó en la grabación del tema «20 millones de corazones», junto a Oscar D'León, Franco de Vita, Soledad Bravo, Ilan Chester, Carlos Mata, Guillermo Dávila, Gustavo Aguado y Yordano. Esta pieza, compuesta y grabada sin fines de lucro, fue estrenada en cadena nacional de radio el 7 de abril de ese año con la intención de promover una visión positiva sobre el país en contraposición a la tensa situación político-social que experimentaba Venezuela durante ese periodo.
En 1994 la empresa Sony Music edita un disco realizado con grabaciones tomadas directamente de sus conciertos efectuados en el Celarg (Centro de Estudios Latinoamericanos Rómulo Gallegos) con el nombre de Francamente acústico. También en este año, formó conjuntamente con los intérpretes y músicos Guillermo Carrasco, Pedro Castillo y Willie Croes el grupo Nosotros 4, organización de una trayectoria corta. En ella, Frank Quintero, al igual que los demás integrantes, se desempeñó como cantante e instrumentista. 
En 1995 comenzó su actividad como locutor de radio en Caracas, con el programa Francamente, Con Francamente, su actividad de locutor la realiza de manera individual ya que en 1991, y por espacio de dos años consecutivos, Quintero incursionó junto a Ezequiel Serrano, Pedro Castillo, y Guillermo Carrasco en la conducción del programa No todo es tan malo. También, en ese mismo año, Quintero forma una compañía de producciones musicales llamada Organización Musical Frank Quintero, conformada por diversas productoras y editoras musicales y, entre estas, la empresa discográfica venezolana Anes Records; a través de la cual publica en 1997 "Canciones para mis pequeños amigos" un CD de canciones infantiles compuestas por el artista que es muy poco conocido por su escasa distribución.
En 1999 publica con el sello musical Latin Word Music Venezuela el álbum "Bien", con canciones inéditas, donde en los coros, lo acompañan sus amigos, los músicos y compositores, Pedro Castillo, y Guillermo Carrasco. La repercusión del álbum a nivel nacional fue bastante discreta, sin embargo dentro de este álbum a partir del año 2000 se incluye el tema "Amantes de luna llena" como bonus track el cual fue utilizado como cierre de cada capítulo, de la telenovela Amantes de luna llena transmitida entre agosto de 2000 y marzo de 2001.

### Actividad desde 2000 hasta el presente
En febrero de 2000 participó como cantante en la grabación del tema «Dale la cara a la vida», junto a otros músicos e intérpretes venezolanos, con el fin de recaudar fondos para la reconstrucción del Núcleo de la Universidad Simón Bolívar ubicado en el Litoral Central, afectado a consecuencia de la Tragedia de Vargas en diciembre de 1999. Ese mismo año, aproximadamente en septiembre, Quintero compuso el tema «Amantes de luna llena», escrito para la telenovela, Amantes de Luna llena, del canal televisivo Venevisión. Esta pieza le valió notoriedad a nivel de difusión radial, alcanzando nuevas cuotas de popularidad entre el público, lo cual condujo a la publicación del sencillo como bonus track del álbum Bien.
En 2002 realiza un álbum de versiones titulado "Signos de admiración" donde el cantante hace covers de temas de artistas tan diversos como: Ana Belén, Sting, Soda Stereo, Miguel Bosé, Oscar D'León, y Franco de Vita, entre otros. En el mismo hace duetos con: Ilan Chester, Cecilia Todd, Oscar D'León, Guillermo Carrasco, Pedro Castillo, y Franco de Vita, siendo algunos de ellos los artistas originales de los temas incluidos en el álbum. Además incluye dos temas inéditos de su autoría: "Amada mía", y "Sólo para dos". 
Paralelo a estas actividades, Frank Quintero fue contratado por la fabricante alemana de instrumentos de percusión Meinl, como imagen de sus productos. Además, participó como ponente en el Primer Encuentro Internacional de Percusionistas, celebrado en la Universidad Central de Venezuela. Su ponencia versó sobre técnicas y estilos de ejecución en la batería.
"De Vuelta a La Calle Del Atardecer" publicado en 2006 constituye un álbum de nuevas versiones de las canciones del exitoso disco del artista, "La Calle del Atardecer", como una forma de celebrar el vigésimo aniversario de la publicación del mismo, e incluye dos temas inéditos: "Sol de mis soles" y "Quien fuera él" donde participan Rafael (el Pollo) Brito, y el flautista Huáscar Barradas, quienes le otorgan al tema un carácter folklórico venezolano. Ese mismo año, 2006, sorprende a todos, con la publicación del libro "Las increíbles aventuras del maestro Zen Tao", editado por la editorial Alfadil (filial de Alfa Grupo Editorial), y donde demuestra sus habilidades como escritor, y sobre todo como humorista, ya que el libro recopila una serie de ideas, cuentos, y anécdotas del artista, y sus amigos músicos, narrados con humor, bajo la figura del maestro Zen Tao. 
En 2009 los fanáticos del músico venezolano reciben con beneplácito la publicación del CD cuádruple "Horas de vuelo". Se trata de la reedición de los seis primeros trabajos discográficos del artista para el sello CBS; los cuales no habían sido editados en formato digital, por lo tanto eran muy difíciles de conseguir. 
En 2011 publica el trabajo discográfico "Guerreros de Luz". Álbum donde hace duetos con Ely Guerra en el tema "El color de la tristeza", Miguel Bosé en "Switch", Jennifer Mann en "Moonwalker" (dedicado a Michael Jackson), y Luis Fernando Borjas (cantante de Guaco) en "Toda tú", y es acompañado en los coros por: Pedro Castillo, y Alexis Peña.
En el 2015 sale al mercado su nueva producción musical titulada "Natural", donde hace duetos con María Teresa Chacín, Mariana Vega, Alexis Peña, y la novel cantante Judy Buendía. Como bonus track incluye "Chica 2030", una versión actualizada del exitoso tema "La chica de los 80", incluido originalmente en el álbum "A través de mis ojos" de 1984.
En 2015, Frank Quintero estuvo de gira promocionando "Natural". para esa fecha estaba preparando un segundo volumen del álbum dedicado a los niños (Canciones para mis pequeños amigos). 
Existen rumores de que escribe un libro de memorias titulado tentativamente: Cómo sobrevivir un Grupo de rock en un país subdesarrollado, con el cual volverá a mostrar su faceta como escritor.

## Discografía[2]
| Año  | Título                                  | Discográfica                                |
| 1976 | Después de la tormenta                  | CBS Columbia (Venezuela)                    |
| 1977 | Travesía                                | CBS Columbia (Venezuela)                    |
| 1978 | Hechizo                                 | CBS Columbia (Venezuela)                    |
| 1980 | De noche y con poca luz                 | CBS Columbia (Venezuela)                    |
| 1981 | Letra y música (Recopilación)           | CBS Columbia (Venezuela)                    |
| 1981 | Pájaros y estrellas                     | CBS Columbia (Venezuela)                    |
| 1984 | A través de mis ojos                    | CBS Columbia (Venezuela)                    |
| 1985 | Una en un millón (Recopilación)         | CBS Columbia (Venezuela)                    |
| 1985 | La calle del atardecer                  | Sonorodven (Venezuela)                      |
| 1987 | Hablando a tu sueño                     | Sonorodven (Venezuela)                      |
| 1988 | El de siempre (Recopilación)            | CBS Columbia (Venezuela)                    |
| 1989 | Algo más que canciones (Recopilación)   | Sonorodven (Venezuela)                      |
| 1989 | Buscando soles                          | Sonorodven (Venezuela)                      |
| 1992 | Agua dulce                              | Sony Music (Venezuela)                      |
| 1994 | Frankamente acústico (Unplugged)        | Sony Music (Venezuela)                      |
| 1997 | Canciones para mis pequeños amigos      | Anes Records (Venezuela)                    |
| 1998 | Demasiado (Maxisencillo)                | Señora Luna (Independiente) (Venezuela)     |
| 1999 | Bien                                    | Latin World Entertainment Group.            |
| 2001 | 30 Grandes Éxitos de Oro (Recopilación) | Sony Music (Venezuela)                      |
| 2002 | Signos de admiración                    | Latin World Entertainment Group             |
| 2003 | Celebración                             | Producción Independiente (Venezuela)        |
| 2003 | Demos                                   | Producción Independiente (Venezuela)        |
| 2006 | De vuelta a la calle del atardecer      | IC Records (Venezuela)                      |
| 2009 | Horas de vuelo (Recopilación)           | IC Records - Sony - BMG Music (Venezuela)   |
| 2011 | Guerreros de Luz                        | IC Records - Diario El Nacional (Venezuela) |
| 2015 | Natural                                 | H2Q Records (Venezuela)                     |